# میشل دی آگوستینی
میشل دی آگوستینی (انگلیسی: Michele De Agostini؛ زادهٔ ۲۷ نوامبر ۱۹۸۳) بازیکن فوتبال است.